# Alejandro Alonso
Pour les articles homonymes, voir Alonso.
Alejandro Alonso, de son vrai nom Alejandro César Alonso, né le 3 mars 1982 à Buenos Aires (Argentine), est un joueur de football argentin qui évoluait au poste de milieu de terrain.
Il possède également la nationalité espagnole.

## Biographie

### CA Huracán (2001-2005)
Alejandro Alonso a commencé sa carrière sous le maillot du CA Huracán où il passe quatre saisons, de 2001 à 2003 en Première division argentine et de 2003 à 2005 en 2e division.
Aujourd'hui considéré comme un club de bas de classement, il reste une véritable institution au pays du mythique Maradona. 
À Huracán, il aura notamment fréquenté plusieurs saisons, Lucho González, Mariano Andújar, Pablo Osvaldo ou encore Daniel Montenegro.
L'entraîneur qui l'a lancé dans le grand bain en 2001 n'est autre qu'un ancien joueur très connu en France notamment, Oswaldo Piazza.

### Girondins de Bordeaux (2005-2006)
Il arrive aux Girondins de Bordeaux à l'été 2005. S'il était assez méconnu avant son arrivée sur les bords de la Garonne.
Sa première année à Bordeaux (saison 2005-2006) fut satisfaisante. Sous la houlette de Ricardo, l'Argentin s'est d'abord intégré au club et aux exigences du championnat de France avant de donner la pleine mesure de ses qualités. 
Il joue son premier match en Ligue 1, le 11 septembre 2005 lors d'un RC Lens-Girondins de Bordeaux (1-1).
Ses rentrées en jeu furent souvent décisives comme le 15 octobre 2005 à domicile face au FC Sochaux-Montbéliard (1-1), où il égalise dans les dernières minutes du match et marque ainsi son premier but en Ligue 1.
Le 11 janvier 2006, il marque son second but pour les Girondins, toujours à domicile et offre la victoire (1-0) face à l'AJ Auxerre.
Le 25 février 2006, il est de nouveau décisif en signant l'égalisation contre le FC Metz (3-3), encore à domicile.
Alejandro Alonso est un joueur de petit gabarit. Souvent positionné en milieu offensif droit, l'ancien joueur d'Huracán possède une vivacité et un sens de la percussion qui lui permettent d'apporter le danger dans les surfaces adverses. Bon dribbleur, Alonso s'intègre de mieux en mieux à la culture européenne et bordelaise.
Pour cette première saison, il jouera un total de 21 matchs et 3 buts en Ligue 1.

### Girondins de Bordeaux (2006-2007)
Lors de sa deuxième saison, Alejandro est moins utilisé par son entraîneur, avant de s'imposer petit-à-petit à la suite du mauvais début de saison des Girondins.
Le 18 octobre 2006, il joue son premier match de Ligue des champions lors de la défaite de son club à domicile contre le Liverpool FC.
Le 22 novembre 2006, il marque son premier but en Ligue des champions lors de la victoire 3-1 des Girondins contre Galatasaray.
Trois jours plus tard, le 25 novembre 2006 et de nouveau à domicile, il marque l'unique but de la victoire 1-0 face à, ironie de l'histoire, le club qu'il rejoindra quelques saisons plus tard, l'AS Saint-Étienne.
Le 14 février 2007, il joue son premier match en Ligue Europa, lors du match Girondins de Bordeaux-CA Osasuna (0-0).
Le 31 mars 2007, Bordeaux remporte la Coupe de la Ligue sur le score de 1-0 face à l'Olympique lyonnais. Alejandro ne prendra pas part au match, étant absent sur blessure.
Il jouera un total de 29 matchs (1 but et 6 passes décisives) en Ligue 1, participera également à 2 matchs de Ligue des champions (1 but) ainsi qu'à 2 matchs de Ligue Europa.

### Girondins de Bordeaux (2007-2008)
Lors de sa dernière saison, il participe à presque tous les matchs comme titulaire, mais ne marque pas un seul but. À la fin de la saison, il ressent le besoin de vivre une nouvelle aventure et demande à s'en aller malgré la deuxième place du club en Ligue 1.
Il aura pris part à 32 matchs de Ligue 1 (0 but et 7 passes décisives) ainsi qu'à 3 matchs de Ligue Europa (0 but et 1 passe décisive).
Pendant ses trois saisons bordelaises, il aura notamment joué sous les ordres de Ricardo et Laurent Blanc, et côtoyé des joueurs de renom comme les Français Ulrich Ramé, Rio Mavuba, Johan Micoud, Lilian Laslandes et Alou Diarra, le Tchèque Vladimír Šmicer, le Marocain Marouane Chamakh, les Brésiliens Fernando, Denilson, Wendel et Jussiê ainsi que son compatriote Fernando Cavenaghi. 

### AS Monaco (2008-janvier 2011)
Il décide de s'engager avec l'AS Monaco d'un certain Ricardo, son ancien entraîneur en Gironde.
Le 9 août 2008, il joue son premier match sous ses nouvelles couleurs monégasques, à domicile contre le Paris Saint-Germain, victoire 1-0.
Le 23 novembre 2008, il marque son premier but lors du match AS Monaco-Le Mans UC (3-0).
Le 7 décembre 2008, il marque son second but de la saison, et toujours à domicile, lors du nul 1-1 contre le FC Sochaux-Montbéliard.
Le 18 janvier 2009, il marque pour la première fois à l'extérieur, ce qui sera son troisième et dernier but de la saison, lors du match nul 2-2 face au SM Caen.
Il devient une pièce maitresse de son club, et est même nommé capitaine de l'AS Monaco en 2009, un an après son arrivée sur le Rocher, malgré une première saison gâchée par les blessures. Il ne jouera que 17 matchs, pour 3 buts en Ligue 1, mais délivrera 6 passes décisives.
Fraîchement nommé capitaine, Alejandro va pouvoir oublier les blessures et se concentrer sur le football à l'aube de cette nouvelle saison.
Cependant l'AS Monaco réalisera une saison moyenne, dans le ventre mou du classement.
le 19 septembre 2009, il marque un doublé sur la pelouse du grand rival, l'OGC Nice pour une superbe victoire 3-1, ses deux seuls buts de la saison.
Le 1er mai 2010, il foule la pelouse du Stade de France pour la première fois afin d'y affronter en finale de la Coupe de France, le Paris Saint-Germain. La défaite est au bout malheureusement, sur le score de 1-0.
Il jouera un total de 27 matchs en Ligue 1 cette saison, 2 buts et 10 passes décisives.
Alejandro ne conservera son brassard qu'une saison puisqu'à l'été 2010, c'est Stéphane Ruffier qui est nommé capitaine, ses relations avec le nouvel entraîneur, Guy Lacombe, s'étant fortement détériorées.
Sa situation n'évoluant plus, et malgré le licenciement de Guy Lacombe en janvier 2011, remplacé par Laurent Banide, Alejandro souhaite retrouver un peu de ferveur en quittant le club.
Lors de ses six derniers mois à l'AS Monaco, il n'aura joué que 4 matchs (0 but).
Ses plus célèbres coéquipiers durant ces deux saisons et demie sont le Coréen Park Chu-Young, ses compatriotes argentins Leandro Cufré et Lucas Bernardi, le Croate Dario Šimić, le Colombien Juan Pablo Pino, l'Uruguayen Diego Perez, l'Islandais Eidur Gudjohnsen et les Brésiliens Eduardo Costa et Nenê.

### AS Saint-Étienne (janvier 2011-février 2013)
Le 31 janvier 2011, il signe un contrat de deux ans et demi avec l'Saint-Étienne.
Il portera le numéro 8 et devient le septième argentin à porter les couleurs de l'AS Saint-Étienne depuis sa création, après Osvaldo Piazza, Raúl Nogués, Daniel Bilos, Ignacio Piatti, Augusto Fernández et Gonzalo Bergessio.
Le 5 février 2011, lors du déplacement de Saint-Étienne à Montpellier, titularisé d'entrée, il joue son premier match en Vert, avec une victoire 2-1 à la clé.
À Saint-Étienne et sous les ordres de Christophe Galtier, il fréquente au quotidien les Français Jérémie Janot, Sylvain Marchal, Dimitri Payet, Laurent Batlles, Christophe Landrin, Loïc Perrin, Blaise Matuidi, le gabonais Pierre-Emerick Aubameyang, Josuha Guilavogui et Emmanuel Rivière ainsi que l'Américain Carlos Bocanegra. Malgré un très bon match contre le Montpellier HSC ou il fait son premier match avec les Verts, Alonso parvient pas à s'imposer dans l'équipe, il marque son 1er but en vert sur un penalty face à l'AC Arles-Avignon. Au tout début de la saison 2011/2012, Alonso est victime d'une rupture des ligaments croisés lors d'un match amical face à l'AC Arles-Avignon, le mardi 19 juillet 2011 à Valence (Drôme).Alejandro Alonso a retrouvé les terrains de Ligue 1 le 15 avril 2012 après huit mois et demi d'absence. Alors qu'on le disait de plus en plus proche du Celta Vigo, Alejandro Alonso songe à mettre un terme à sa carrière. En effet, son mal de dos récurrent s'avère plus profond que prévu. L'argentin s'entretient alors avec les dirigeants de l'AS Saint-Étienne pour quitter définitivement les terrains.
Le 13 janvier 2013, il est obligé de mettre un terme à sa carrière, victime d'une spondylarthrite ankylosante, la médecine du travail le jugeant inapte à la pratique du sport de haut niveau.

### Équipe nationale d'Argentine
Il fut international dans les équipes de jeunes en Argentine. Sélectionné par Miguel Angel Tojo avec les moins de 23 ans, Alonso a remporté les Jeux Panaméricains 2003, compétition qui s'est déroulée en République dominicaine.
Lors du premier match, le 2 août 2003, l'Argentine a battu le Paraguay de Julio Dos Santos sur le score de 1-0.
Le 5 août 2003, pour le deuxième match, l'Argentine a battu le Guatemala sur le score de 2-1, le second but étant l'œuvre d'Alejandro Alonso.
Le 8 août 2003, l'Argentine bat difficilement le Mexique de Luis Pérez sur le score de 4-3.
Le 12 août 2003, en demi-finale, l'Argentine défait la Colombie de Victor Hugo Montaño et Edixon Perea, ce dernier qui deviendra son coéquipier quelques années plus tard à Bordeaux, sur le score de 2-1.
Le 15 août 2003, l'Argentine remporte la médaille d'or en battant en finale, son rival de toujours, le Brésil de Cleiton Xavier et Dagoberto, sur le score de 1-0, but de Maxi López.
Il a notamment joué aux côtés de Pablo Barzola, Jonathan Bottinelli, Franco Cángele ou encore Maxi López durant cette compétition.
Il compte à ce jour 5 sélections (1 but) avec les moins de 23 ans mais n'a jamais été appelé en sélection principale.

## Statistiques en Championnat
| Année             | Équipe                | Championnat | Matchs | Buts |
| ----------------- | --------------------- | ----------- | ------ | ---- |
| 2001-2002         | CA Huracán            | Division 1  | 6      | 0    |
| 2002-2003         | CA Huracán            | Division 1  | 28     | 5    |
| 2003-2004         | CA Huracán            | Division 2  | 12     | 1    |
| 2004-2005         | CA Huracán            | Division 2  | 26     | 3    |
| 2005-2006         | Girondins de Bordeaux | Ligue 1     | 21     | 3    |
| 2006-2007         | Girondins de Bordeaux | Ligue 1     | 30     | 1    |
| 2007-2008         | Girondins de Bordeaux | Ligue 1     | 32     | 0    |
| 2008-2009         | AS Monaco             | Ligue 1     | 17     | 3    |
| 2009-2010         | AS Monaco             | Ligue 1     | 27     | 2    |
| 2010-janvier 2011 | AS Monaco             | Ligue 1     | 4      | 0    |
| janvier 2011-2011 | AS Saint-Étienne      | Ligue 1     | 14     | 1    |
| 2011-2012         | AS Saint-Étienne      | Ligue 1     | 5      | 0    |
| 2012-février 2013 | AS Saint-Étienne      | Ligue 1     | 10     | 0    |

Dernière mise à jour le 22 février 2013

## Palmarès
- Médaille d'or aux Jeux panaméricains en 2003 avec l'Argentine des moins de 23 ans
- Vice-champion de France en 2006 et 2008 avec les Girondins de Bordeaux
- Vainqueur de la Coupe de la Ligue en 2007 avec les Girondins de Bordeaux
- Finaliste de la Coupe de France en 2010 avec l'AS Monaco